# 30 f.Kr.
| 30 f.Kr.           |
| ------------------ |
| Dødsfald - Fødsler |
|                    |

## Begivenheder
- Octavian bliver konsul for fjerde gang. Hans partner er Marcus Licinius Crassus
- 1. august Octavian erobrer den egyptiske by Alexandria, dette markes som den officielle indlemmelse af Egypten i den Romerske republik
- August. Med Cleopatra VIIs og hendes søn Cæsarions død er Ptolemæis-dynastiet uddødet og enden på Egyptens selvstændighed. Året bliver regnet for Octavians første år under hans personlige styre i Egypten.

## Dødsfald
- Marcus Antonius, romersk general og tidligere støtter til Cæsar, begik selvmord. (f. 83 f.Kr.)
- 12. august, Cleopatra VII, egyptisk dronning og tidligere elskerinde af Cæsar, begik selvmord. (f. 70 f.Kr.)
- August, den sidste egyptiske farao Cæsarion bliver henrettet, (f. 47 f.Kr.)